# Too Much Information (album)
Pour les articles homonymes, voir Too Much Information.
Albums de Maxïmo Park
The National Health
(2012)
Singles
1. Leave This Island
Sortie : 8 décembre 2013

Too Much Information est le cinquième album studio du groupe britannique de rock indépendant Maxïmo Park, sorti le 2 février 2014 sur V2 Records.

## Liste des chansons
| No  | Titre                         | Durée |
| --- | ----------------------------- | ----- |
| 1.  | Give, Get, Take               | 3:20  |
| 2.  | Brains Cells                  | 3:08  |
| 3.  | Leave This Island             | 4:00  |
| 4.  | Lydia, The Ink Will Never Dry | 3:02  |
| 5.  | My Bloody Mind                | 3:42  |
| 6.  | Is It True?                   | 3:45  |
| 7.  | Drinking Martinis             | 3:31  |
| 8.  | I Recognise The Light         | 2:15  |
| 9.  | Midnight On The Hill          | 4:05  |
| 10. | Her Name Was Audre            | 2:00  |
| 11. | Where We're Going             | 2:43  |